# Tutmozis (kipar)
| C3 | F31 | s | A52 |

| C3 | F31 | s | A52 |

„Kraljev miljenik i majstor radionice, kipar Tutmozis” (Tutmoze ili Džeutimez), kako je glasila njegova titula, bio je glavni kipar za vladavine faraona Ehnatona iz 18. dinastije novoegipatskog carstva. Postao je poznat po otkriću njegove kiparske radionice koju je 1912. godine otkrio Ludwig Borchardt, vođa njemačkog istočnjačkog društva (DOG), prilikom iskapanja Tel el- Amarne, Ehnatonove prijestolnice. U njoj su pronađene mnoge skulpture i biste od kojih je najpoznatija Nefertitina bista.
Kako su ova iskapanja financirali njemački berlinski poduzetnici, većina nalaza je završila u Egipatskom muzeju u Berlinu (Muzejski otok).
God. 1996. francuski egiptolog Alain Zivie otkrio je u Saqqari ukrašenu grobnicu u stijeni označenu kao grobnicu „upravitelja slikara na mjestu istine”. Grobnica je datrana u vrijeme neposredno nakon razdoblja Amarne i premda se navedena titula razlikuje od one iz Amarne, vjeruje se kako je riječ o Tutmozisovoj grobnici.

## Djela
Atelier Tutmozisa predstavlja ne samo veliku zbirku umjetnosti iz razdoblja Amarne, već i jedinstven uvid u staroegipatsko kiparstvo. Pronađeni kipovi i biste su bili od različitih materijala (poput vapnenca, granita i štuka), te u različitim stadijima proizvodnje - od cjelovitih skulptura do dijelova skulptura koje su se tek trebali spojiti.
Djela Tutmozisa opisivana su kao kiparske studije ili portreti, iako nisu sva bila dovršena. Nekima nedostaje više od samo završne obrade poliranja vanjske površine, već i dijelovi pokrivala glava i druge pojedinosti koje su obilježene crvenom ili crnom bojom za druge završne radnje. Nađene su i gipsane glave koje se mogu svrstati u dvije skupine:
- Lica u naravnoj veličini, kojima nedostaje zadnja strana glave i koja podsjećaju na maske. Ovi radovi su jako realistični prikazi s individualnim odlikama privatnih i nepoznatih muškaraca ili žena koji su vjerojatno igrali značajne uloge u životu Amarne, nastali izravno od živih ili mrtvih ljudi.
- Zaobljene plastične glave na kojima nedostaje vrh i koje su samo dijelomično u naravnoj veličini. One imaju idealizirana lica i možemo ih na osnovu suvremenih poređenja identificirati kao pripadnike kraljevske obitelji: Amenhotep III., Ehnaton, Nefertiti, Kija, te mnoge kraljevske kćerke i velikodostojnike na dvoru. Pojedine skulpture su služile kao uzori za serijsku proizvodnju, kao što je i Nefertitina bista.

- Glava faraonke Nefertiti od granita
- Portretna studija faraona Ehnatona.
- Idealizirana glava jedne princeze, vjerojatno Ehnatonova kćerka.
- Portretna studija Amenhotepa III.
- Portretna studija, vjerojatno kasniji faraon Aj.
- Gipsana glava starije žene iz kasnijeg razdoblja Amarne.
- Gipsana glava žene za koju se vjeruje da je druga Ehnatonova žena, princeza Kija, Metropolitan Museum of Art, New York.

## Vanjske poveznice
- Fragment s titularnim nazivom Tutmozisa iz Amarne (njem.)
- Kipar Tutmozisova kompleksa – usporedba djela, Rifkind's World (engl.)